# Liste von Schiffen mit dem Namen Medusa
Medusa ist ein mehrfach genutzter Name von Schiffen. Der Name stammt aus der griechischen Mythologie und bezeichnet eine Gorgo mit Schlangenhaaren. Der Anblick Medusas ließ die Betrachter versteinern. Sie wurde von Perseus enthauptet.

## Schiffsliste
| Bezeichnung | Schiffsart      | Klasse / Typ     | Baujahr | Bauwerft                         | Eigner                          | Dienstzeit                      | Verbleib                                                                          | Bild |
| ----------- | --------------- | ---------------- | ------- | -------------------------------- | ------------------------------- | ------------------------------- | --------------------------------------------------------------------------------- | ---- |
| Méduse      | Korvette        |                  | 1722    | Werft Le Havre                   | Marine Nationale                | 1723–1727                       |                                                                                   |      |
| Méduse      | Korvette        |                  | 1727    |                                  | Marine Nationale                | 1727–1745                       |                                                                                   |      |
| Méduse      | Fregatte        | Méduse-Klasse    | 1782    | Werft Lorient                    | Marine Nationale                | 1783–1796                       | Am 3. Dezember 1796 verbrannt                                                     |      |
| Méduse      | Fregatte        | Pallas-Klasse    | 1810    |                                  | Marine Nationale                | 1810–1816                       | Am 2. Juli 1816 gestrandet                                                        |      |
| Medusa      | Monitor         | Passaic-Klasse   | 1862    | Atlantic Iron Works, Boston      | United States Navy              | 15. Juni 1869 bis 10. Aug. 1869 | In Nantucket rückbenannt, 1900 verkauft                                           |      |
| Medusa      | Korvette        | Nymphe-Klasse    | 1864    | Königliche Werft, Danzig         | Preußische / Kaiserliche Marine | 1867–1880                       | 1891 in Danzig abgewrackt                                                         |      |
| Medusa      | Kleiner Kreuzer | Gazelle-Klasse   | 1900    | AG Weser, Bremen                 | Kaiserliche Marine              | 1901–1924                       | Im Zweiten Weltkrieg als schwimmende Flakbatterie eingesetzt, bis 1950 abgewrackt |      |
| Medusa      | Werkstattschiff |                  | 1923    | Puget Sound Navy Yard, Bremerton | United States Navy              | 1924–1946                       | 1951 abgewrackt                                                                   |      |
| Medusa      | Minensuchboot   | Frauenlob-Klasse |         | Kröger-Werft, Rendsburg          | Deutsche Marine                 | 1967–2001                       |                                                                                   |      |